# St. Ulrich (Steingaden)

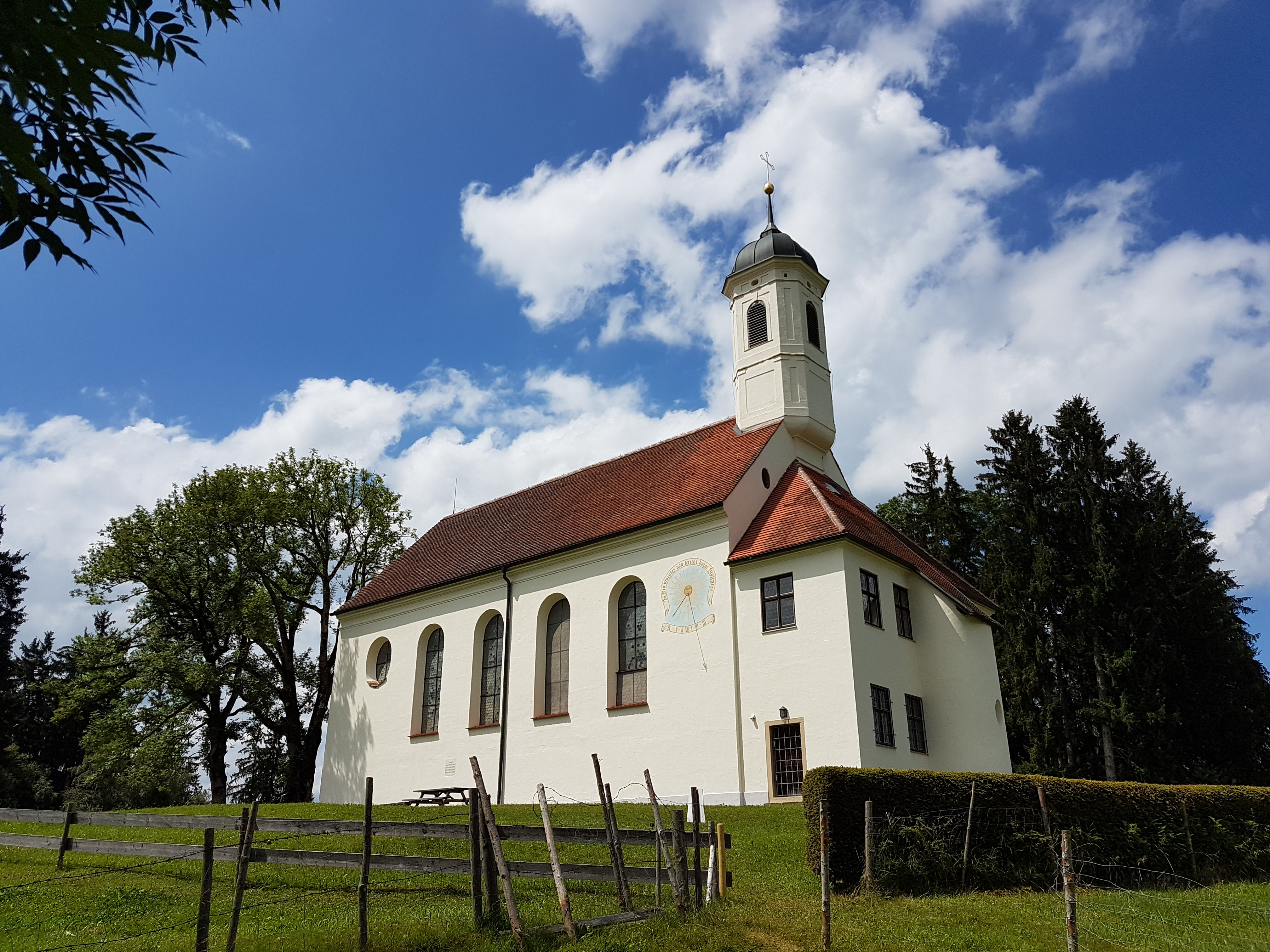
St. Ulrich

Die Wallfahrtskirche St. Ulrich, auch als Heilig-Kreuz-Kirche oder Kreuzbergkirche bezeichnet, steht auf einer Anhöhe (dem  Kreuzberg) südlich des Ortes Steingaden zwischen den beiden Steingadener Ortsteilen Schlatt und Fronreiten. Aufgrund der exponierten Lage hat man einen schönen Blick auf die Trauchberge und Lechtaler Alpen.

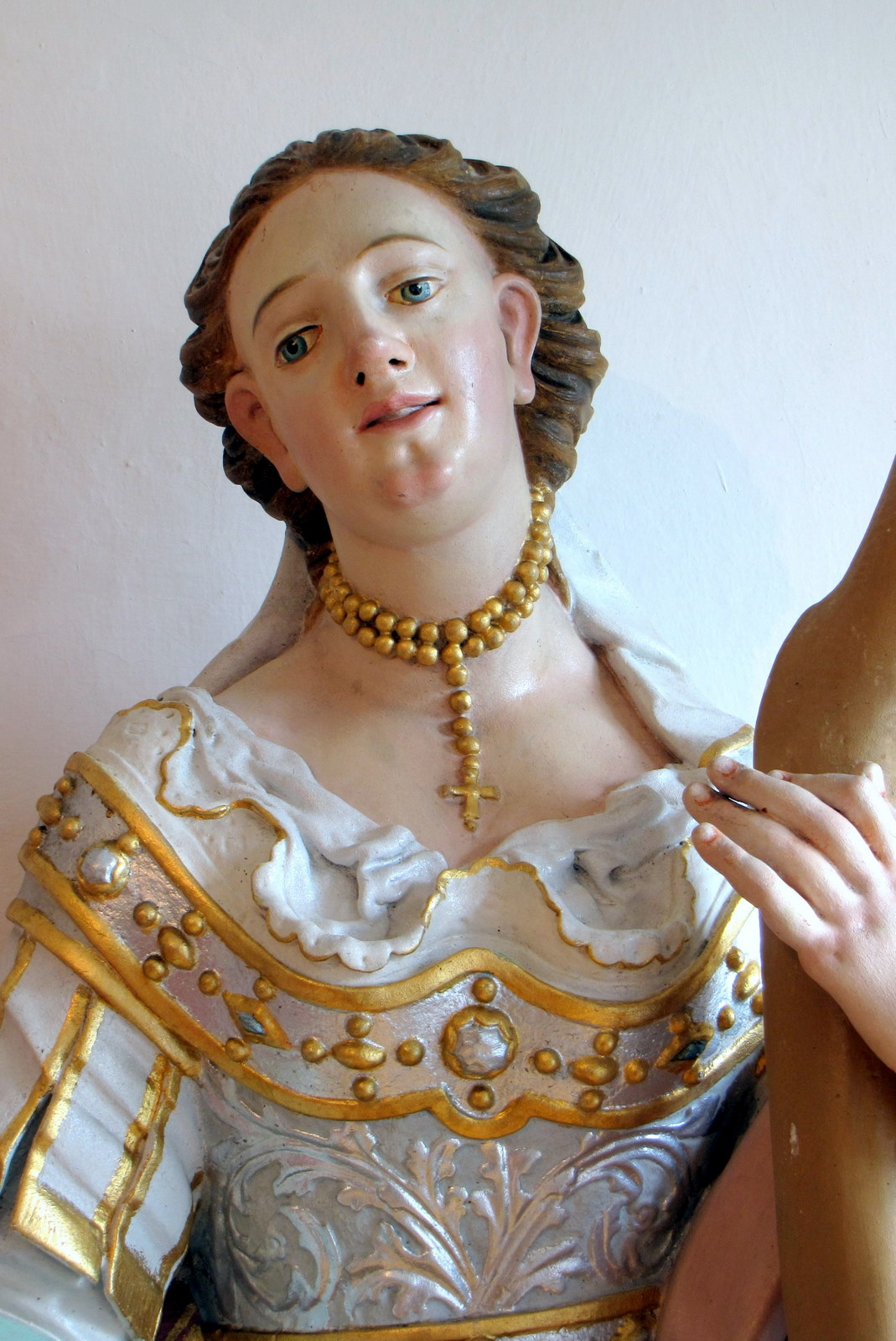
Statue der Hl. Afra in Kirche von Thomas Seitz

Bei der Kirche handelt es sich um einen barocken Saalbau mit abgerundeten Ostecken, gerade schließendem Chor und polygonalem Ostturm mit Glockenhaube. Die zweigeschossige Sakristei wurde (wohl) von Johann Georg Fischer zwischen 1728 und 1738 angefügt, unter der Verwendung älterer Mauerabschnitte von 1564.

## Besonderes

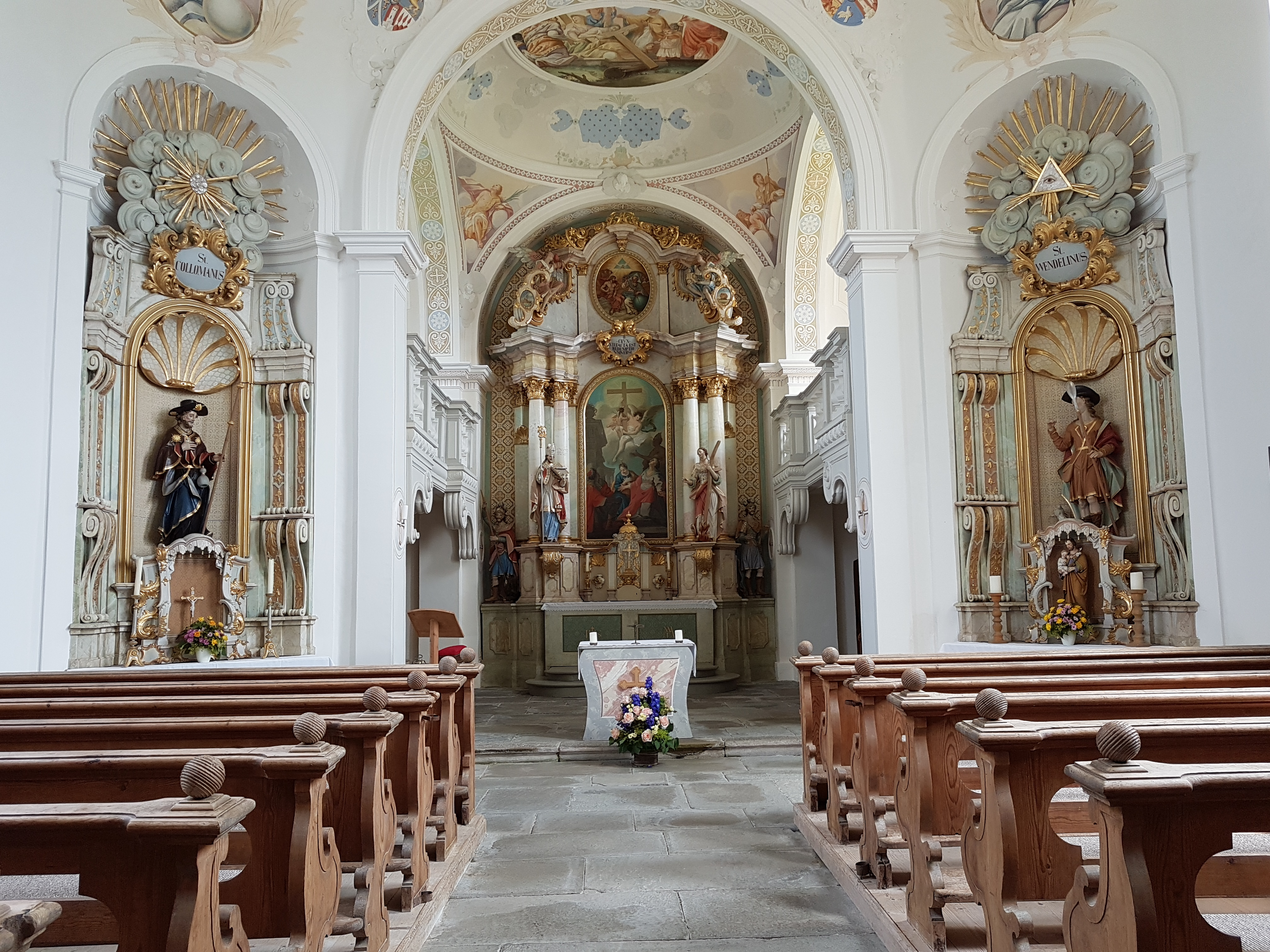
Das Kircheninnere

Die Kirche ist normalerweise geschlossen, kann jedoch jährlich jeden Sonntag nach dem Ulrichstag (4. Juli) beim St. Ulrichsritt besichtigt werden. Beim Brauchtum des St. Ulrichsrittes versammeln sich die Reiter mit ihren Pferden zunächst auf dem Marktplatz in Steingaden. Anschließend erfolgt der gemeinsame Ritt zur Kreuzbergkirche, wo ein Festgottesdienst abgehalten wird und die Pferde gesegnet werden.